# Cambio de planes (álbum)
Cambio de planes es el octavo álbum de estudio de la banda madrileña Los Secretos.

## Historia
Grabado en Madrid entre marzo y mayo de 1993, Cambio de planes fue el último trabajo de Los Secretos publicado en formato LP. Producido por Joaquín Torres, al igual que los dos anteriores discos de la banda, el álbum refleja un momento dulce en la trayectoria del grupo.
Álvaro Urquijo se consolida como compositor y letrista con temas como “Amiga mala suerte”, el tándem compositivo con su hermano Enrique funciona a la perfección. Cambio de planes mantiene una línea continuísta con respecto a sus anteriores trabajos, buenas canciones que contentan a un público ya fiel. La banda a estas alturas ha superado modas y está más que consolidada y reconocida a nivel nacional.

## Lista de canciones
| N.º | Título                                                   | Duración |  |
| 1.  | «Amiga mala suerte» (Álvaro Urquijo)                     | 5:31     |  |
| 2.  | «He perdido el tiempo» (Álvaro Urquijo)                  | 4:52     |  |
| 3.  | «Cambio de planes» (Enrique Urquijo, Jesús Redondo)      | 3:30     |  |
| 4.  | «Esperando en mi rincón» (Jesús Redondo, Álvaro Urquijo) | 4:39     |  |
| 5.  | «Colgado» (Iñigo Laguna, Enrique Urquijo, Jesús Redondo) | 4:13     |  |
| 6.  | «Por verte sonreír» (Álvaro Urquijo)                     | 3:17     |  |
| 7.  | «Estás muerto» (José María Granados)                     | 3:09     |  |
| 8.  | «Dibujarte» (Álvaro Urquijo)                             | 4:11     |  |
| 9.  | «Déjame soñar» (Manolo Tena, Álvaro Urquijo)             | 3:27     |  |
| 10. | «Me alegro de verte» (Enrique Urquijo, Álvaro Urquijo)   | 3:39     |  |
| 11. | «Después del huracán» (Manolo Tena, Álvaro Urquijo)      | 5:00     |  |